# バンダールランプン
バンダールランプン（Bandar Lampung）は、インドネシアのランプン州の都市である。ランプン州の州都である。以前の正式名称は、タンジュンカラン・テルクベトン (Tanjungkarang-Telukbetung) である。もともとはタンジュンカランとテルクベトンという二つの町に分かれていた。この町はバンダールランプンの真南にバカウニ港が建設されるまでジャワ島からの移民や旅行者にとって、スマトラ島への入り口であった。

## 交通
タンジュン・カラン駅からパレンバンのクルタパティ駅へ389kmの鉄道が整備されている。
バンダールランプン市内から北へ行くとラディン・インタン2世空港があり、ジャカルタやパレンバンへの航路がある。

## 姉妹都市
- プカンバル、インドネシア
- イポー、マレーシア
- スプリト、クロアチア

## 外部リンク

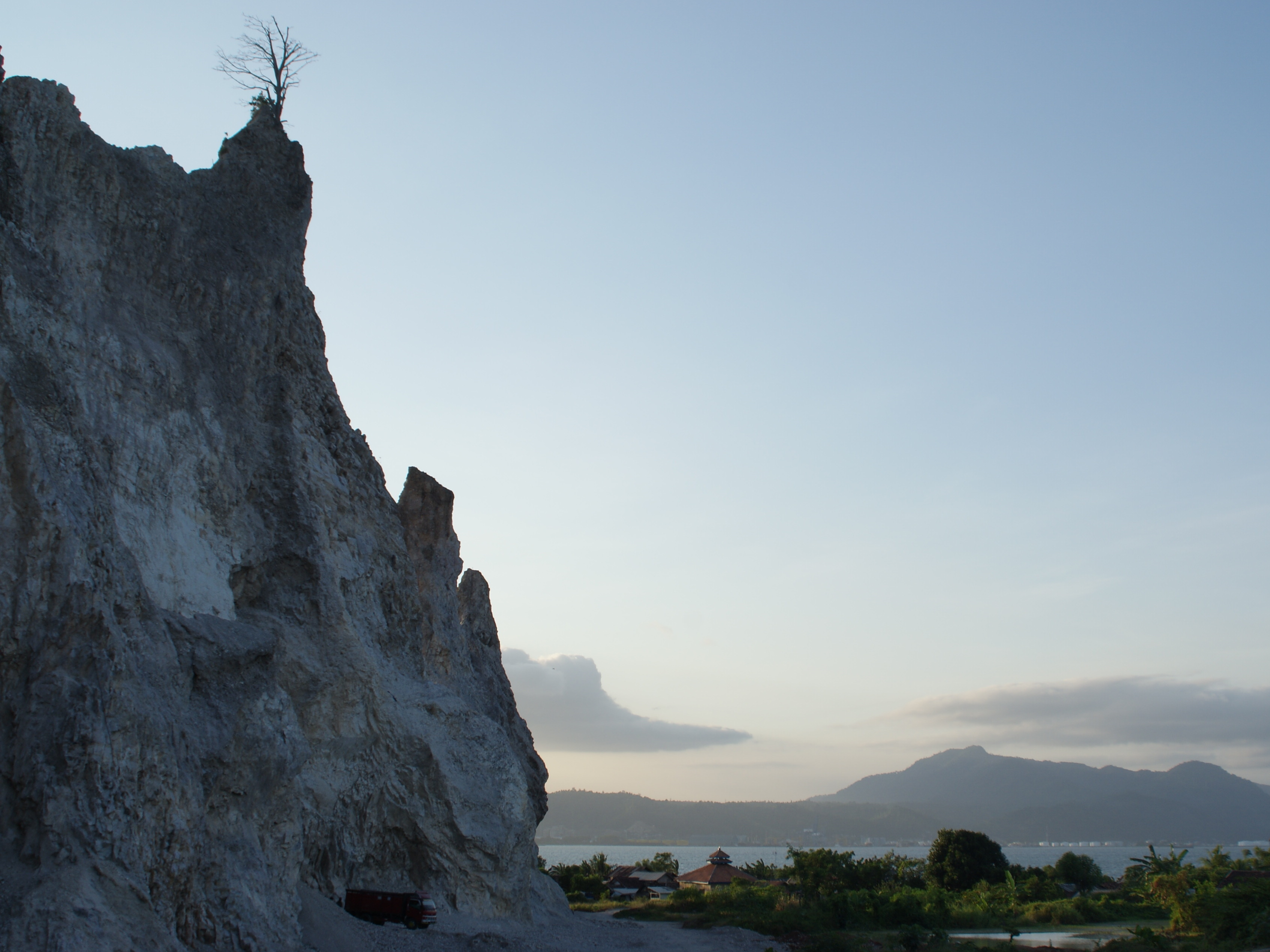
ランプン湾